# 素顔のままで (映画)
『素顔のままで』（すがおのままで、原題: Striptease）は、1996年のアメリカ映画。原作はカール・ハイアセンの小説『ストリップティーズ』。

## ストーリー
FBIの秘書課で働いていたエリンは、今では人気ストリッパー。お金を貯めて弁護士を雇い、夫から娘を取り戻すためなのだが、彼女はこの仕事がけっこう気に入っている。そんなある日、彼女に触ろうとした男を、別な男が殴るという事件が起きた。その殴った男がお忍びで来ていた下院議員だったために、やがて事件は思わぬ展開に……。

## 登場人物
エリン・グラント
演 - デミ・ムーア
FBIで秘書として働いていた。しかし、夫の不祥事で仕事をやめる。その後、ストリップクラブで働く。
デヴィッド・ディルベック
演 - バート・レイノルズ
下院議員。エリンに一目ぼれする。
アル・ガルシア
演 - アーマンド・アサンテ
警部補。エリンの店の関係者が次々と殺害される事件を追う。
シャド
演 - ヴィング・レイムス
ストリップクラブのガードマン。詐欺を画策している。
ダレル・グラント
演 - ロバート・パトリック
エリンの元夫。複数の前科を持っている。
マルコム・モルドウスキー
演 - ポール・ギルフォイル
警護官。デヴィッドの警護を担当している。
アンジェラ・グラント
演 - ルーマー・ウィリス
エリンとダレルの娘。
ジェリー・キリアン
演 - ウィリアム・ヒル
エリンのファン。
アラン・モルデカイ
演 - スチュアート・パンキン
弁護士。

## キャスト
| 役名                             | 俳優                   | 日本語吹替             | 日本語吹替             |
| 役名                             | 俳優                   | ソフト版               | テレビ朝日版           |
| -------------------------------- | ---------------------- | ---------------------- | ---------------------- |
| エリン・グラント                 | デミ・ムーア           | 高島雅羅               | 唐沢潤                 |
| デヴィッド・ディルベック下院議員 | バート・レイノルズ     | 田中信夫               | 小林清志               |
| アル・ガルシア警部補             | アーマンド・アサンテ   | 石塚運昇               | 大塚芳忠               |
| シャド                           | ヴィング・レイムス     | 屋良有作               | 立木文彦               |
| ダレル・グラント                 | ロバート・パトリック   | 田中正彦               | 江原正士               |
| マルコム・モルドウスキー         | ポール・ギルフォイル   | 小山武宏               |                        |
| オーリー                         | ジェリー・グレイソン   | 小島敏彦               |                        |
| アンジェラ・グラント             | ルーマー・ウィリス     | 林玉緒                 | 半場友恵               |
| アーブ・グランデル               | ロバート・スタントン   | 宮本充                 |                        |
| ジェリー・キリアン               | ウィリアム・ヒル       | 掛川裕彦               |                        |
| アラン・モルデカイ               | スチュアート・パンキン | 後藤哲夫               |                        |
| ウィリー・ロホ                   | ジャンニ・ルッソ       | 藤本譲                 |                        |
| 日本語版制作スタッフ             |                        |                        |                        |
| 演出                             | 演出                   | 松岡裕紀               | 清水勝則               |
| 翻訳                             | 翻訳                   | 武満眞樹               | 日笠千晶               |
| 調整                             | 調整                   | 長井利親               | 佐竹徹也               |
| 制作                             | 制作                   | ニュージャパンフィルム | ザック・プロモーション |

- ソフト版 - VHS・DVD・BD収録
- テレビ朝日版 - 初回放送2000年3月10日『シネマエクスプレス』[3]

## 受賞・ノミネート
第17回ゴールデンラズベリー賞
- 受賞：最低作品賞
- 受賞：最低主演女優賞 - デミ・ムーア
- 受賞：最低監督賞 - アンドリュー・バーグマン
- ノミネート：最低助演男優賞 - バート・レイノルズ
- 受賞：最低脚本賞 - アンドリュー・バーグマン
- 受賞：最低音楽賞 - 「Pussy, Pussy, Pussy (Whose Kitty Cat Are You?)」
- 受賞：最低スクリーン・カップル賞 - デミ・ムーア、バート・レイノルズ

第20回ゴールデンラズベリー賞
- ノミネート：1990年代最低作品賞